# Robert Wisdom
Robert Wisdom (n. 14 septembrie 1953) este un actor american de origine jamaicană, născut în Washington, D.C..
A apărut în producția HBO The Wire în rolul lui Howard "Bunny" Colvin, în filmele Barbershop 2:Back in Business și Ray, iar în 2007 în filmul Freedom Writers. A obținut un rol permanent în sezonul 3 al serialului Prison Break, unde va apărea în postura unui șef al drogurilor din Panama.

## Filmografie
- Față în față (1997)